# Cucina piemontese

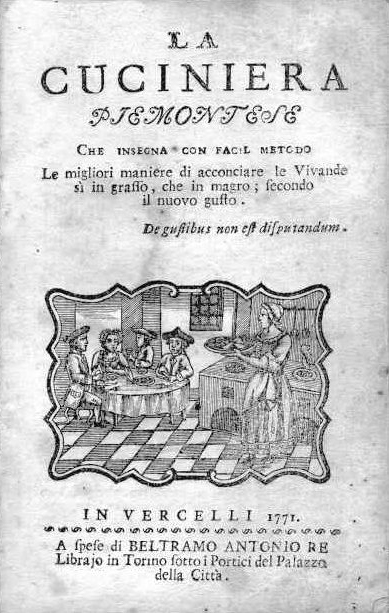
Frontespizio del libro La cuciniera piemontese, edito nel 1771 a Vercelli

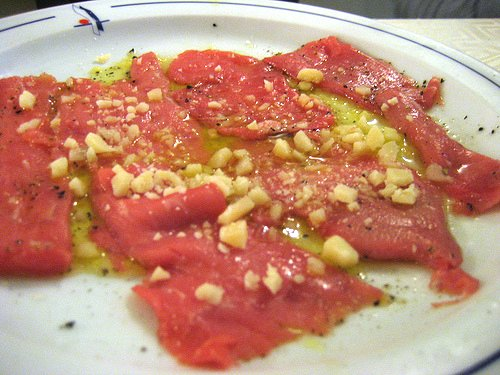
Carne cruda all'albese

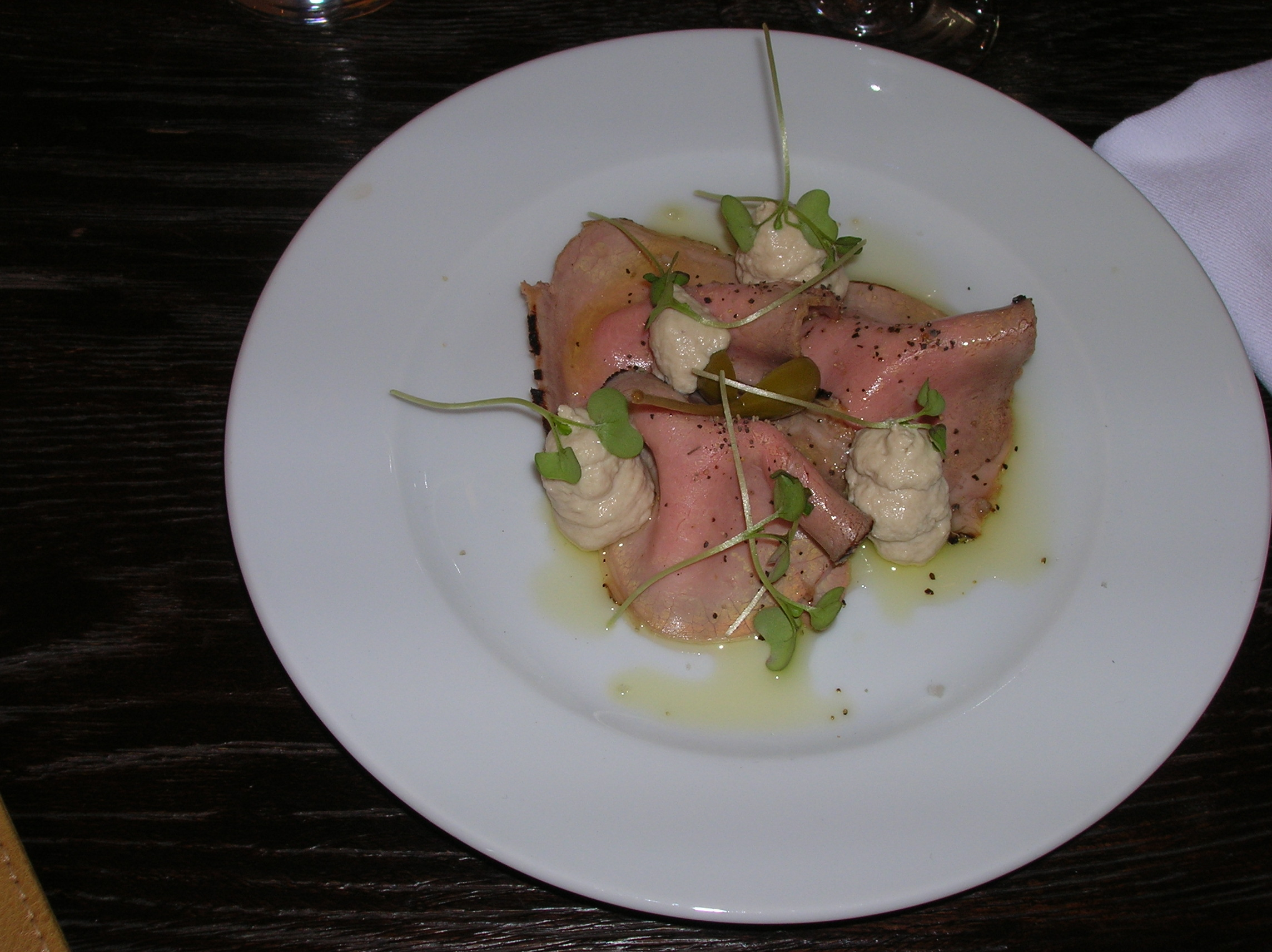
Vitello tonnato

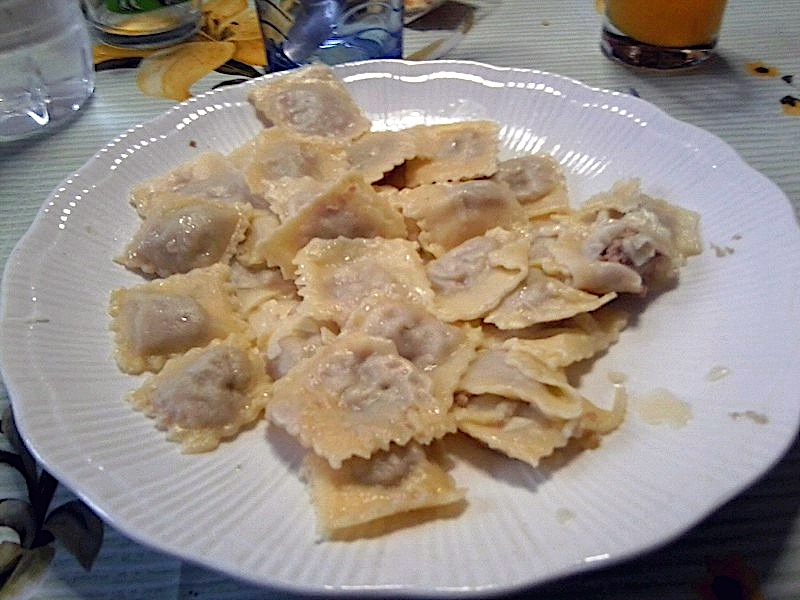
Agnolotti

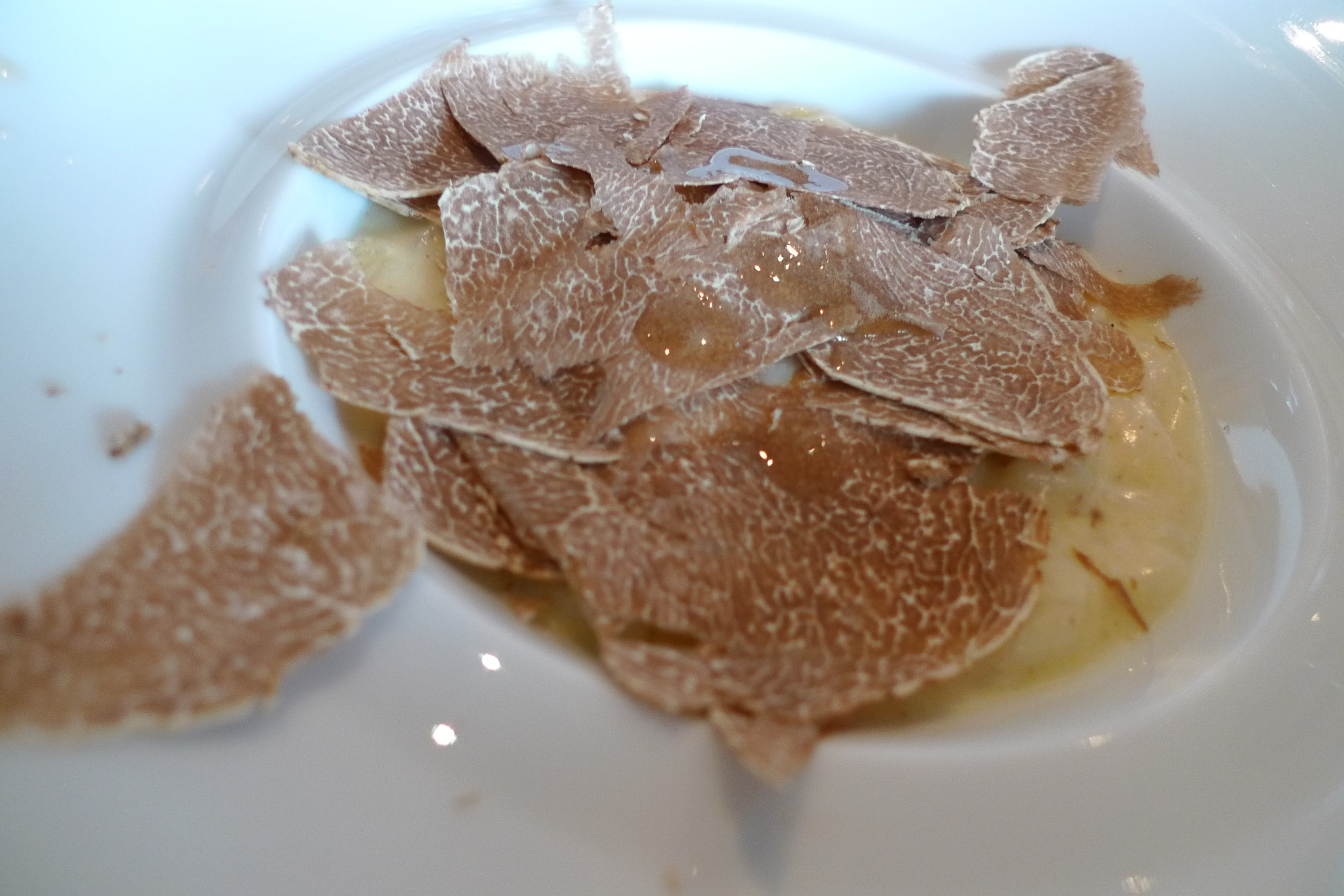
Risotto con tartufo bianco d'Alba

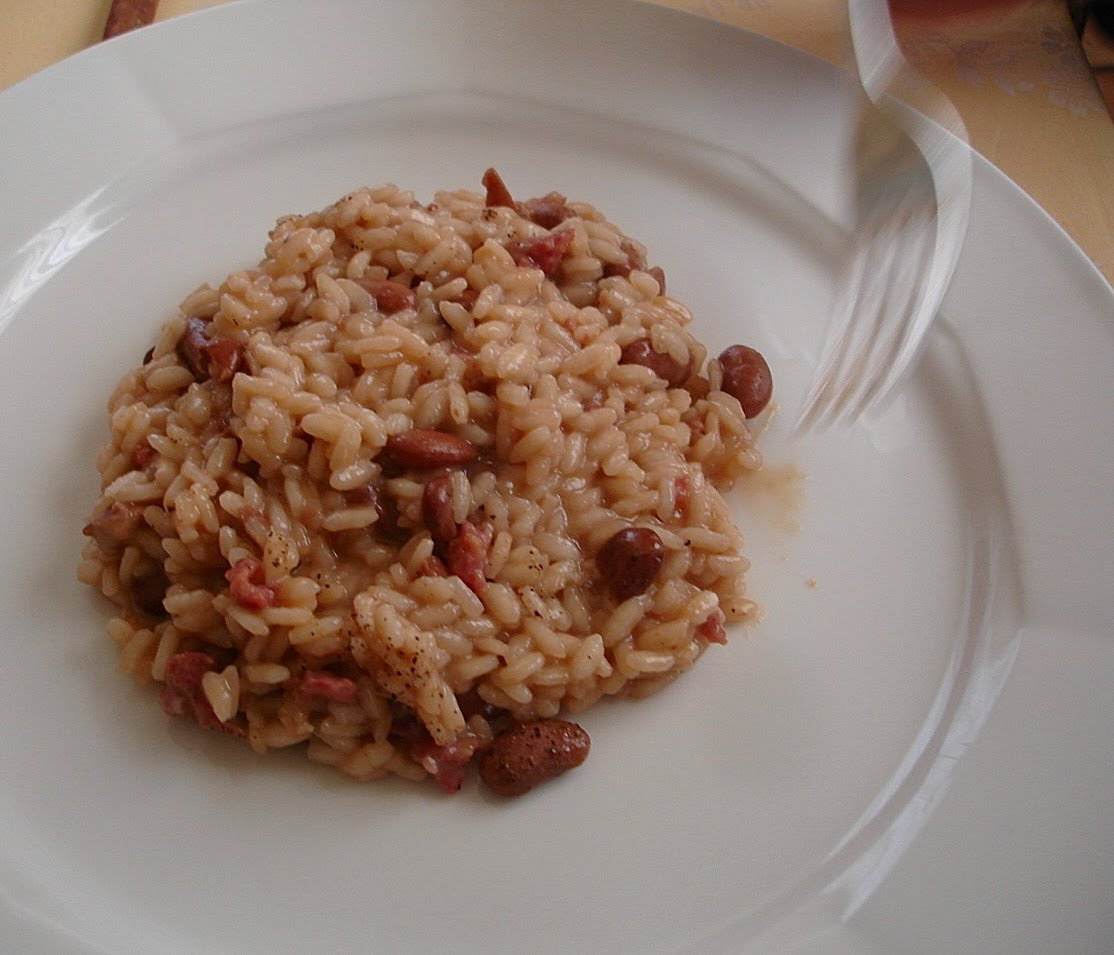
Panissa vercellese

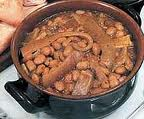
Fagioli grassi

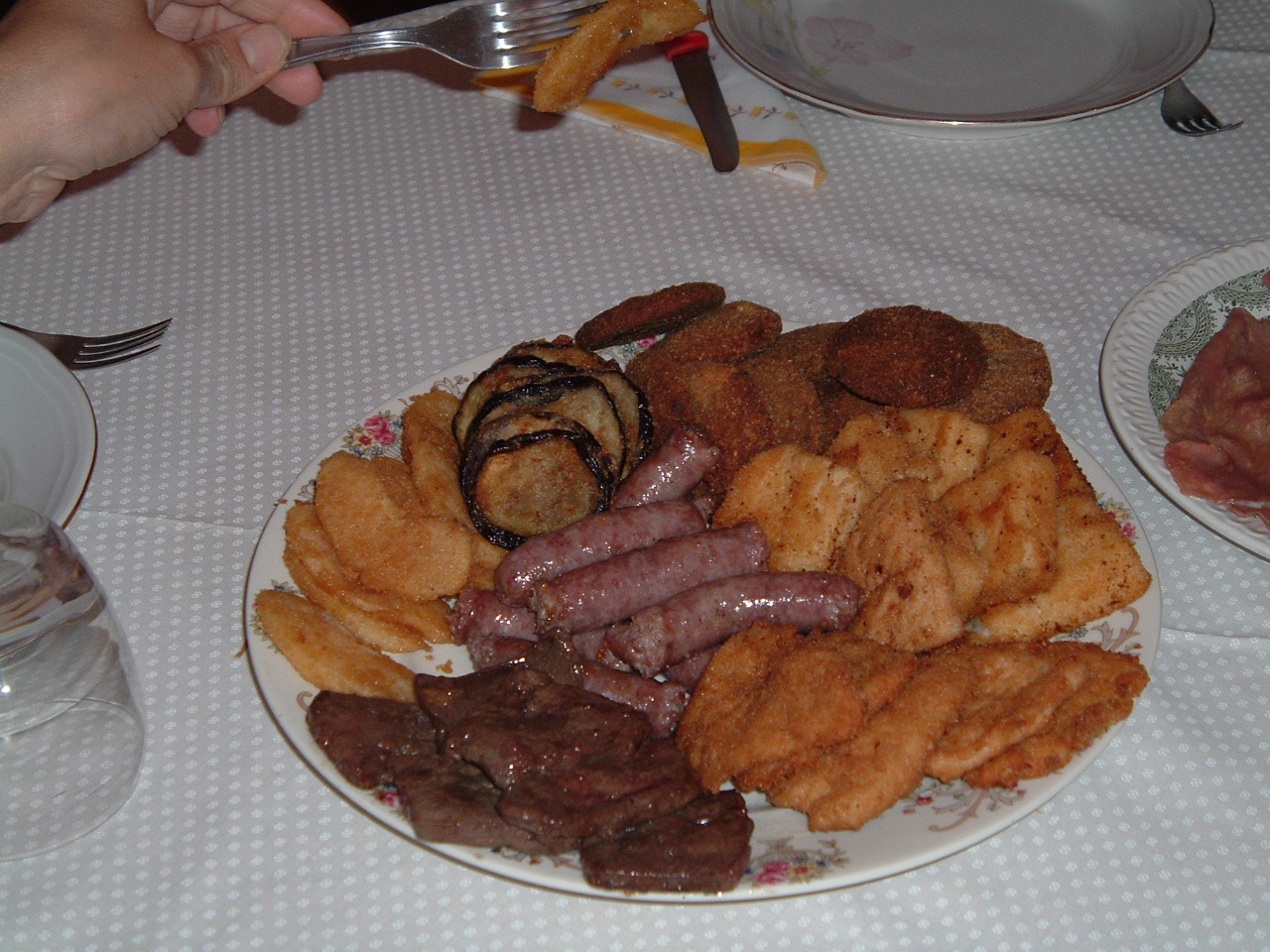
Fritto misto

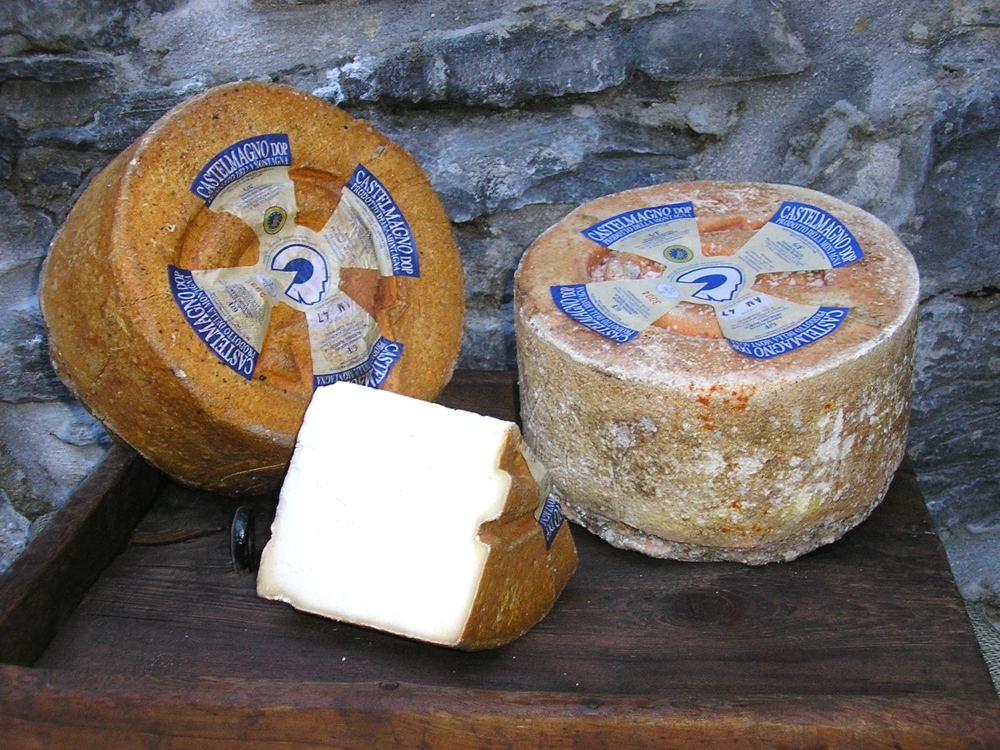
Castelmagno

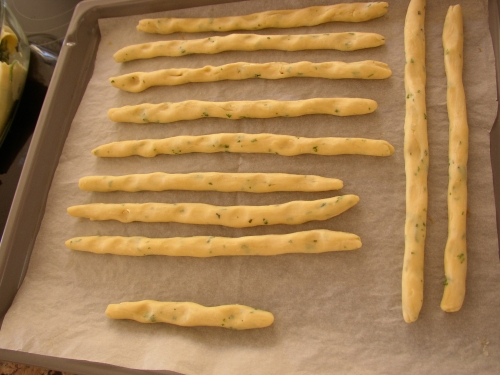
Grissini

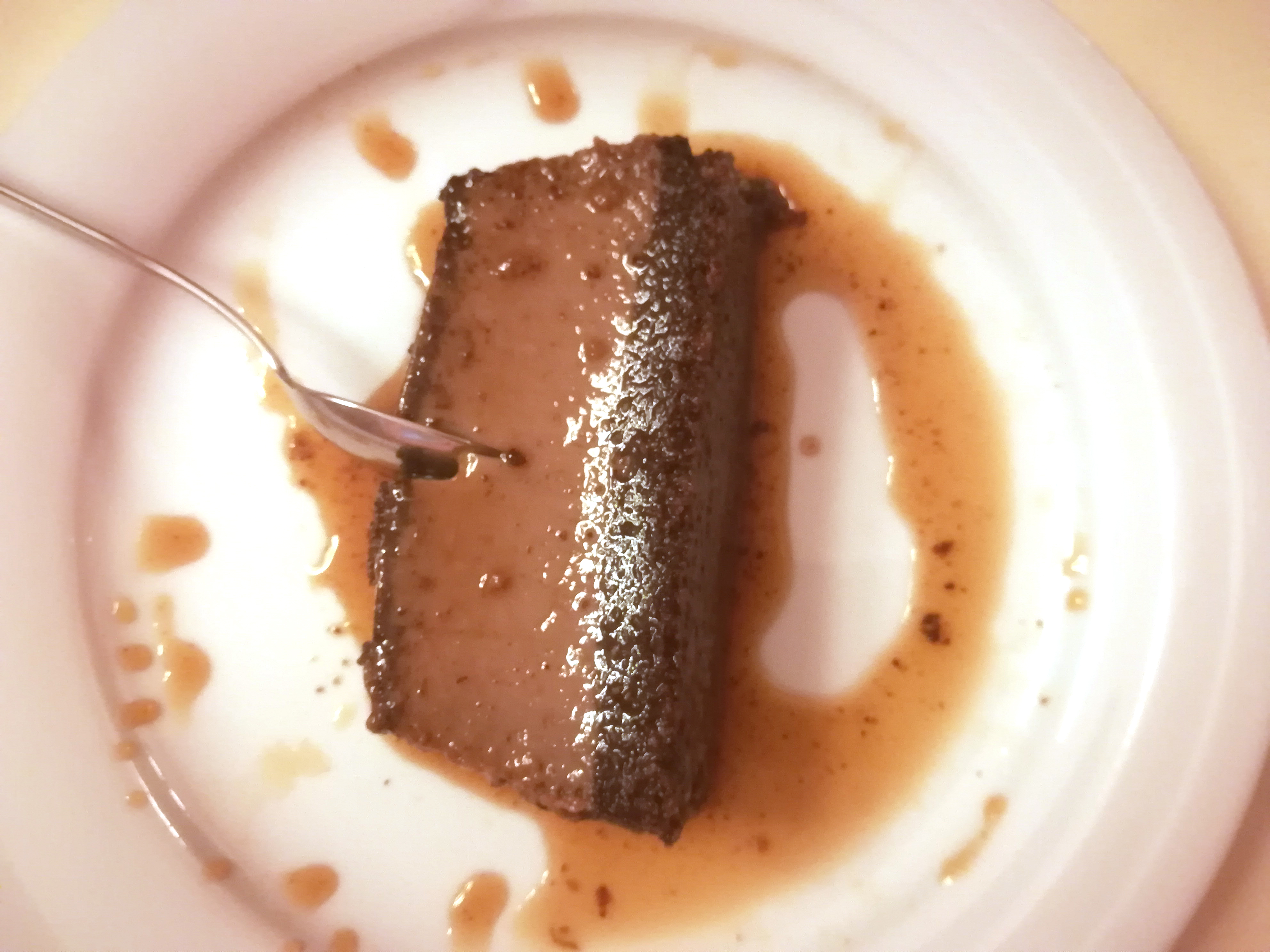
Bonèt

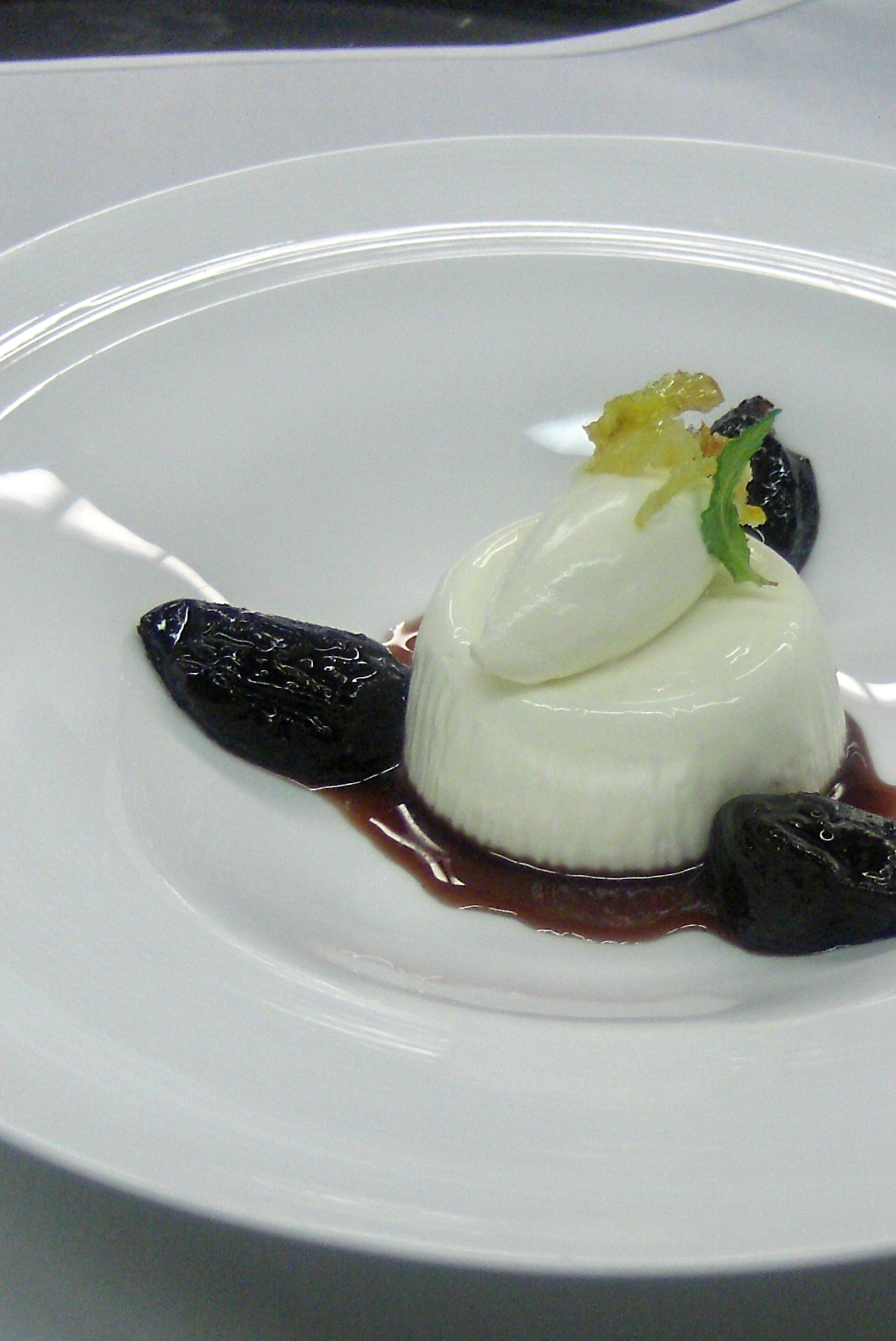
Panna cotta

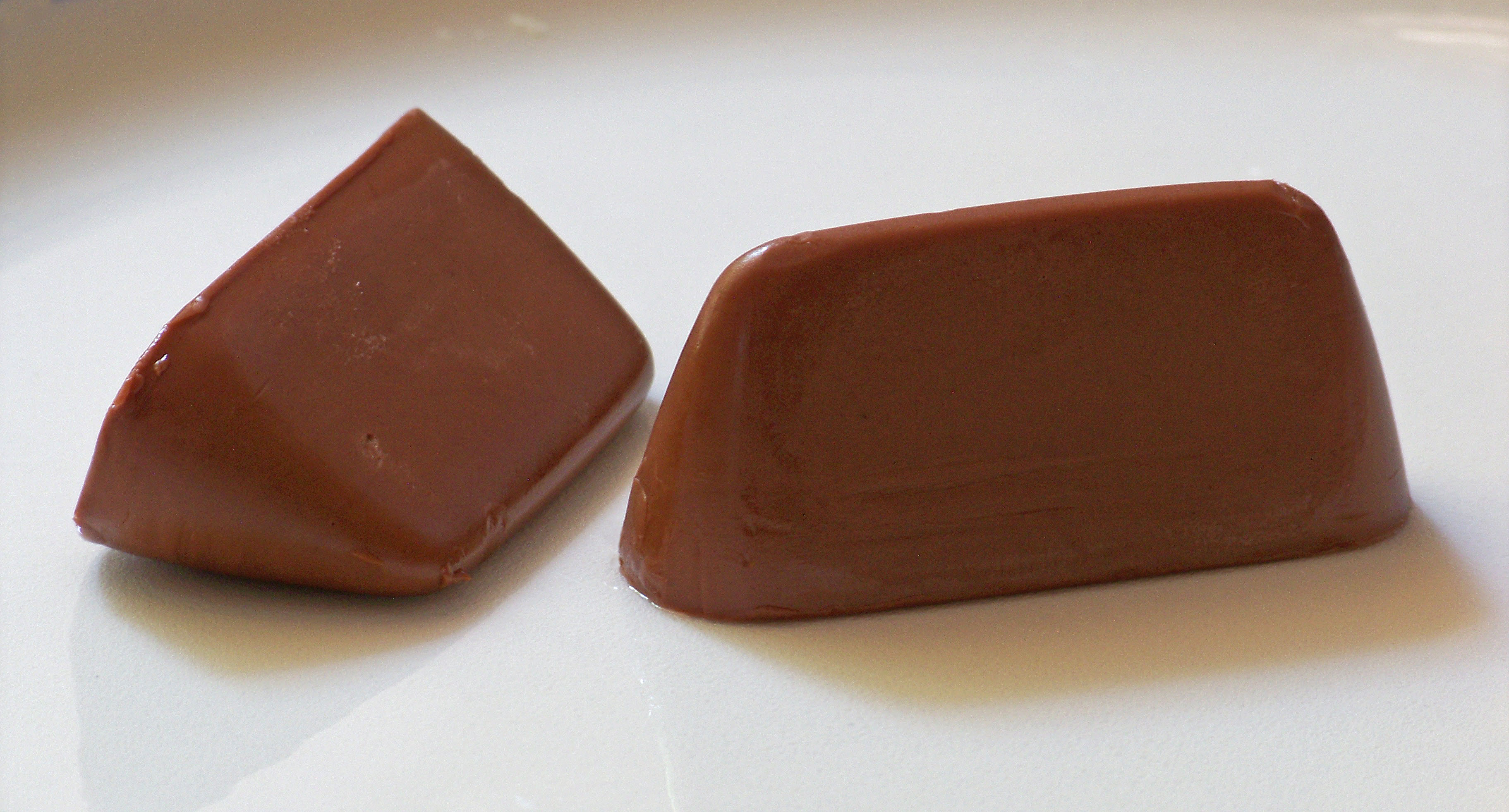
Gianduiotti

La cucina piemontese è ricca di piatti e prodotti tipici. Si va da prodotti in vendita, quali insaccati e formaggi, a piatti della tradizione culinaria.

## Caratteristiche
È una cucina molto varia, che ruota intorno a ingredienti come la carne di vitello, il vino, spesso anche usato per cuocere gli alimenti, il burro, che serve a stemperare i sapori aggressivi di molti cibi, il tartufo, la selvaggina, i pesci d'acqua dolce, il riso, le verdure come i peperoni, i cardi e i porri. 
Risente in parte dell'influsso della cucina francese; lo dimostra in particolare l'importanza degli antipasti, un insieme di portate che precede quello che è tradizionalmente chiamato primo piatto e volti a stuzzicare l'appetito. In Francia queste portate sono meno numerose e prendono il nome di entrée. Gli antipasti spaziano da peperoni insaporiti con  intingoli alla fonduta, dalla carne cruda all'albese all'insalata di ovuli e tartufi, dal vitello tonnato al grande assortimento di salumi e formaggi. Tra questi citiamo il bruss, il Bra, il bettelmatt e il castelmagno.
L'olio e le acciughe, entrambi di provenienza ligure, vengono utilizzati per preparare pietanze come la bagna càuda, uno degli alimenti più caratteristici del Piemonte. Fra i primi piatti della regione si annoverano gli agnolòt ripieni di manzo, salsiccia, verza e tartufo e consumati al naturale o conditi con burro e salvia o il ragù, gli gnocchi alla bava e i tajarin, spesso conditi con olio e tartufo. Degni di nota sono anche gli alimenti a base di riso; questo un prodotto acquisito relativamente di recente, fra epoca medievale e moderna, e che viene usato per preparare alcuni piatti tradizionali della Lomellina, del Vercellese e del Novarese, come la paniscia e il risotto con le rane. La carne di vitello è alla base di molti secondi piatti tradizionali, come il fritto misto (ove coesistono carni, frattaglie, verdure, semolini e amaretti), il vitello tonnato, il brasato al barolo, il bollito misto (da consumare con il bagnet verd di acciughe e prezzemolo e il piccante bagnet ross) e la finanziera (una complessa ricetta contenente vitello, frattaglie di carne e funghi infarinati e cotti nel burro). Fra i secondi tipici, preparati usando altri tipi di carne, vi è il famoso pollo alla Marengo con i funghi, così come il tapulon di asino. Importantissimi sono anche i dolci, spesso preparati usando le nocciole e il cacao, come la cioccolata in tazza, i gianduiotti, i baci di dama, i savoiardi, gli amaretti e moltissime altre varietà di biscotti. Il Piemonte è terra di celebri vini, come ad esempio il barolo, l'arneis, la barbera e molti altri.

## Piatti tipici
Il Ministero delle politiche agricole e alimentari, in collaborazione con la Regione Piemonte, ha riconosciuto 341 prodotti piemontesi come "tradizionali". Il Piemonte è la sesta regione d'Italia per numero di prodotti, dietro a Campania, Toscana, Lazio, Emilia-Romagna e Veneto.
Tra le varie specialità, il Piemonte è conosciuto per molti piatti e formaggi tipici, tra cui:

### Pane
- Biova
- Ghërsin (grissini), nelle due versioni robatà e stirà.

### Antipasti
I salumi, nella gastronomia piemontese, vengono serviti come antipasto. Altri antipasti tipici piemontesi sono:
- Acciughe, dissalate e messe sott'olio, o tomini al bagnet verd o al bagnet ross
- Insalata di pollo alla piemontese: petto di pollo bollito in brodo, tagliato a tocchetti e condito con una salsa di acciughe dissalate e diliscate, olio di oliva, senape e succo di limone
- Batsoà
- Carne cruda all'albese
- Carne in carpione
- Caponèt
- Cognà
- Giardiniera
- Insalata di nervetti
- Mocëtta
- Peperoni con la Bagna càuda
- Tartare
- Salsiccia di Bra
- Subric di patate
- Tinche o altri pesci in carpione
- Tomini elettrici
- Tonno di coniglio
- Trippa di Moncalieri
- Vitello tonnato
- Zucchine fritte in carpione

### Salse
- Agliata verde[4]
- Bagnet verd
- Bagnet ross
- paté di olive nere[5]

### Primi piatti
- Agnolotti
- Agnolòt dël plin
- Gnocchi al Castelmagno
- Lasagne al sangue
- Macaron del frèt
- Panissa
- Pasta con le acciughe
- Polenta concia (polenta con formaggio)
- Polenta saracena
- Risotto ai formaggi
- Risotto al barolo
- Risotto alle urtie (ortiche)
- Risotto con le rane
- Tajarin (tagliatelle all'uovo fatte a mano)
- Minestra maritata
- Zuppa mitonata

### Secondi piatti
- Agnello sambucano
- Bollito misto
- Brasato al barolo
- Cappone
- Cervo al civet
- Coniglio grigio di Carmagnola
- Fërse
- Finanziera
- Frittata di luvertin
- Frittata con le ortiche
- Fritto misto alla piemontese
- Gallina di Saluzzo
- Lumache di Cherasco
- Miroton
- Paletta
- Porcini fritti
- Puccia
- Rane di risaia
- Tapulon

### Piatti unici
- Bagna càuda
- Fagioli grassi
- Rundìtt
- Tartrà
- Peirbuieira di Rocca Grimalda

### Dolci
- Amaretti di Mombaruzzo
- Baci di dama
- Baci di gallina (Alessandria)
- Biciulan
- Bonèt
- Brut e bon
- Canestrelli
- Cannoli piemontesi
- Cariton
- Cavagnolese
- Cevese
- Coppa sabauda
- Copeta
- Crucion di Ovada
- Cuneesi al rum
- Diablottini
- Finocchini
- Focaccia di Chieri
- Focaccia di Susa
- Fricieuj ëd pom (frittelle di mele)
- Fugassa d’la Befana
- Gianduiotti
- Krumiri
- Marron glacé
- Meringa alla panna e meringata (torta)
- Mon ëd Mongardin
- Nocciolini di Chivasso
- Paste di meliga
- Pere al vino
- Petit four
- Squiccia
- Tapít
- Torcèt (torcetti)
- Torta di castagne e castagnaccio
- Torta di nocciole (tonda gentile delle Langhe)
- Torta gianduia
- Torrone di nocciole
- Persi pien (pesche ripiene)
- Umbertino[6]
- Torta 900[7]
- Timballo di Martin Sec
- Zabaione

## Prodotti

### Salumi e insaccati
- Bodin
- Frisse
- Grive
- Salame cotto
- Salame della rosa
- Salame di cinghiale
- Salame di fegato
- Salame mica della Val di Susa
- Salame di giora
- Salame di patate
- Salame di turgia
- Salame d'la doja
- Salame d'oca
- Salami al barolo
- Salsiccia di Bra
- Salsiccia secca di Carmagnola

### Formaggi
- Bettelmatt
- Bra
- Bruss
- Castelmagno
- Cevrin di Coazze
- Escarun
- Frachet
- Gorgonzola
- Maccagno
- Montebore
- Murazzano
- Murianengo
- Paglierina
- Plaisentif
- Raschera
- Robiola
- Robiola di Cocconato
- Robiola di Roccaverano
- Salignon
- Seirass
- Testun
- Tome
- Tomini

### Vini
- Barolo
- Barbaresco
- Dolcetto d'Alba
- Dolcetto di Ovada
- Gattinara
- Ghemme
- Barbera
- Dolcetto d'Asti
- Brachetto d'Acqui
- Nebbiolo d'Alba
- Cortese di Gavi
- Boca